# Kuilvoer

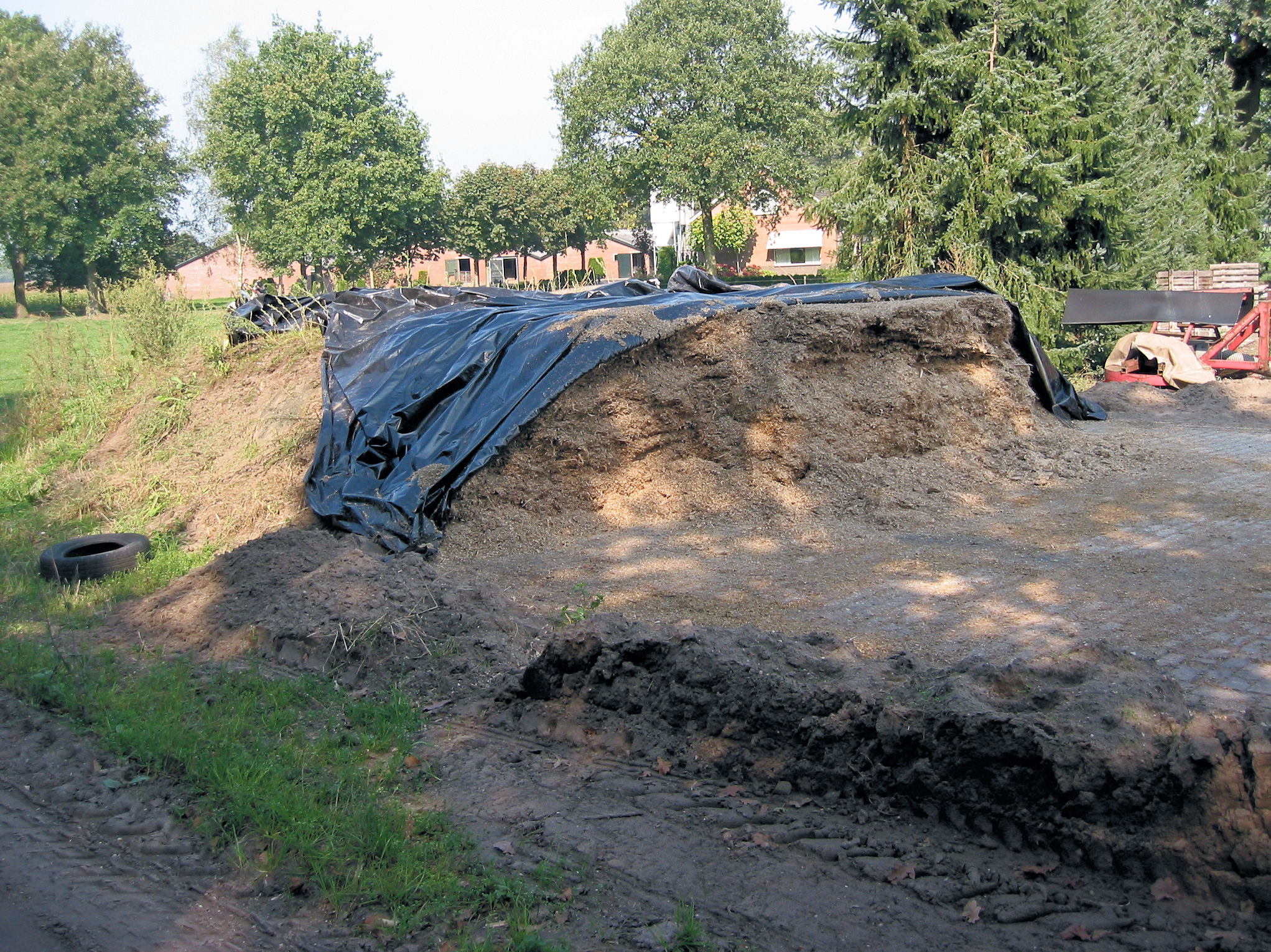
Snijmaiskuil

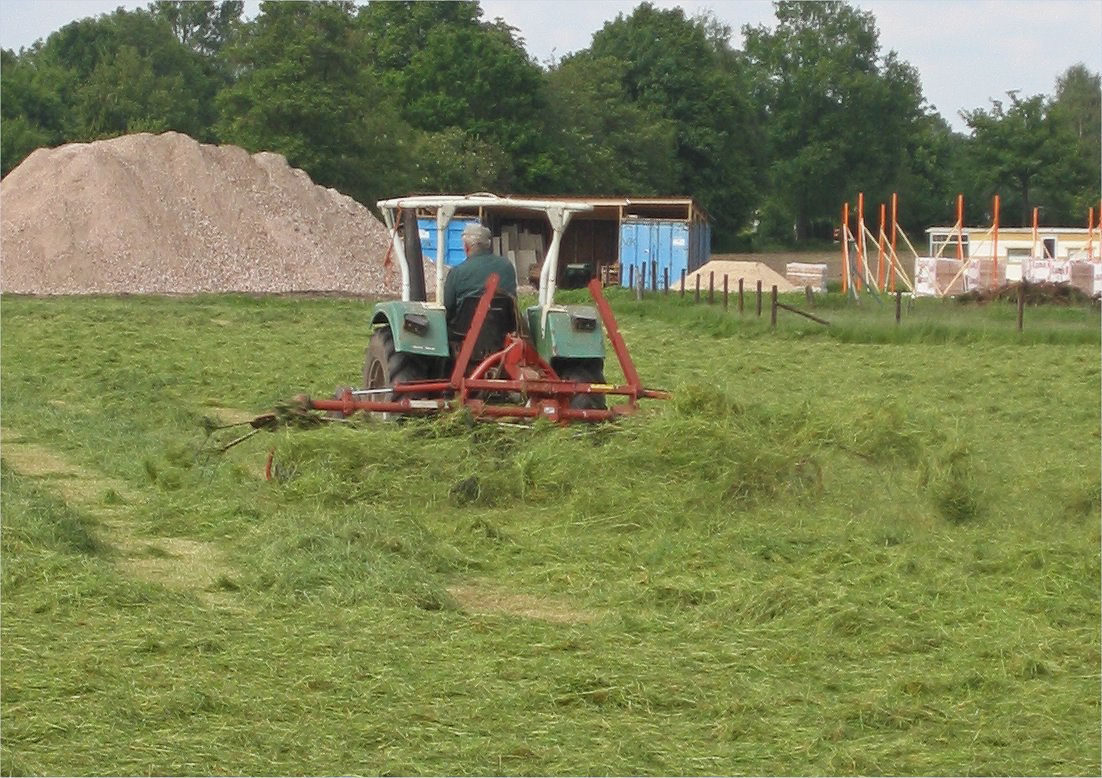
Gras schudden

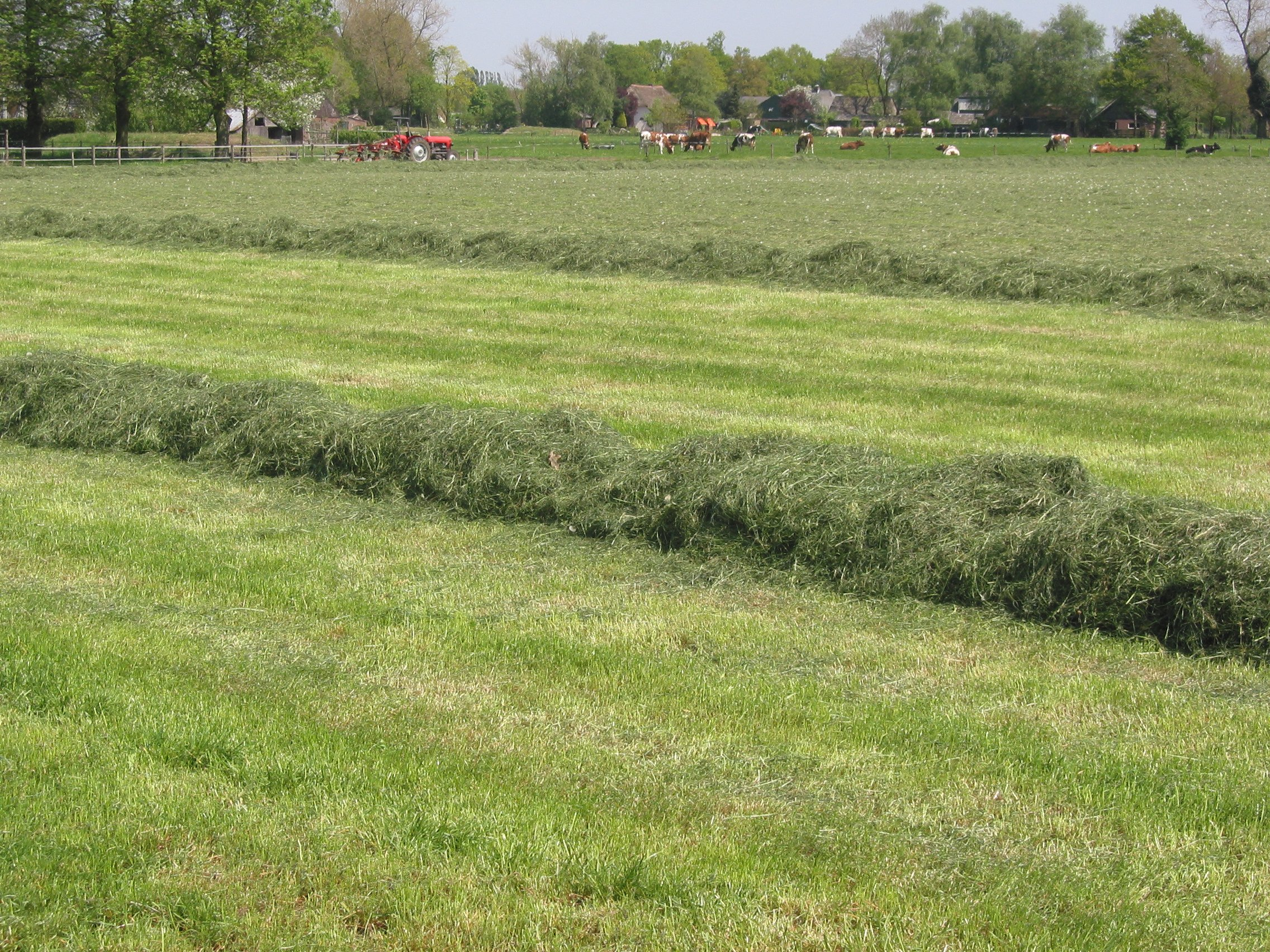
Kuilvoerwinning, gras in een wiers. Eerste snede half mei

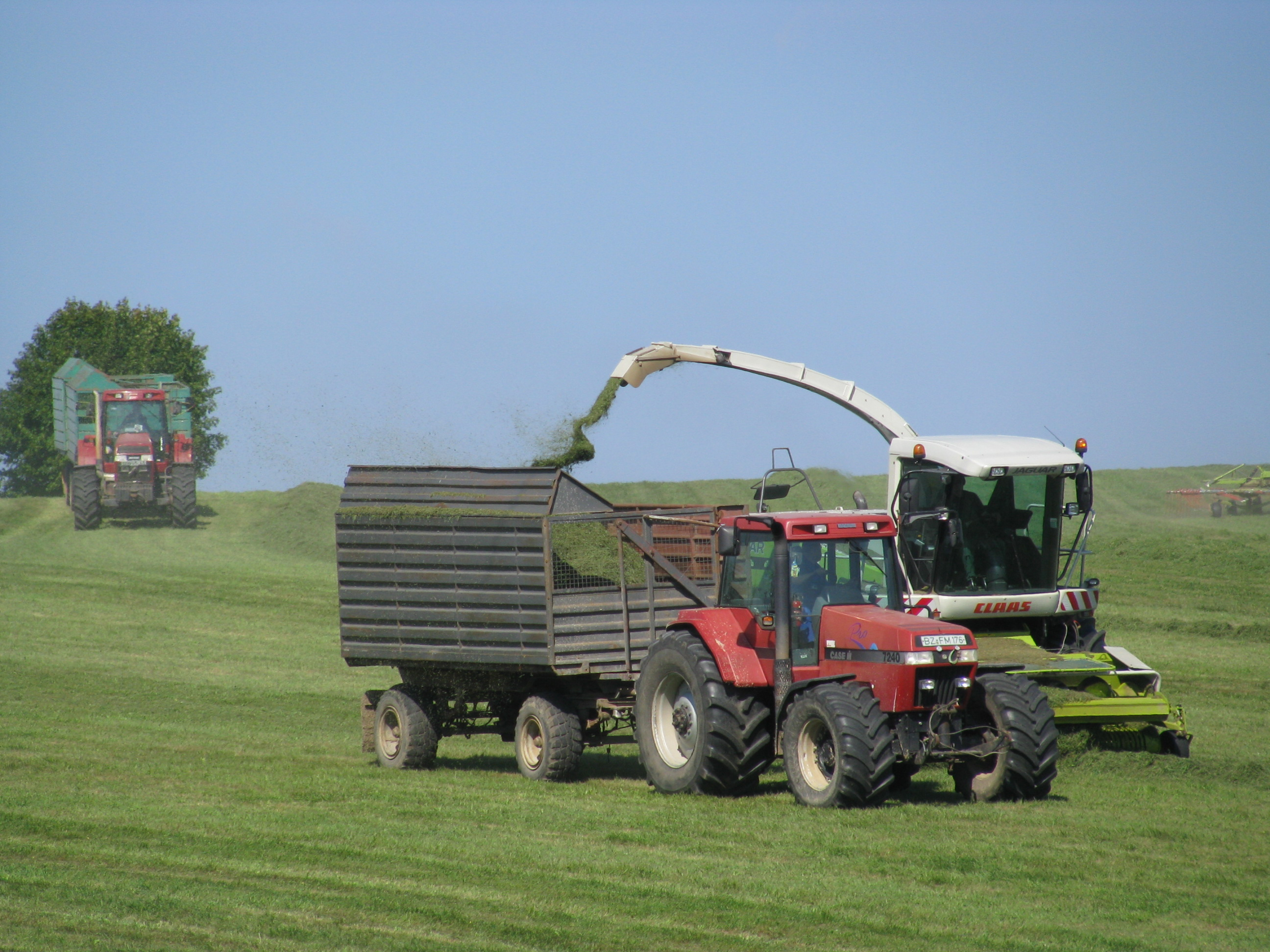
Machinaal binnenhalen van kuilgras

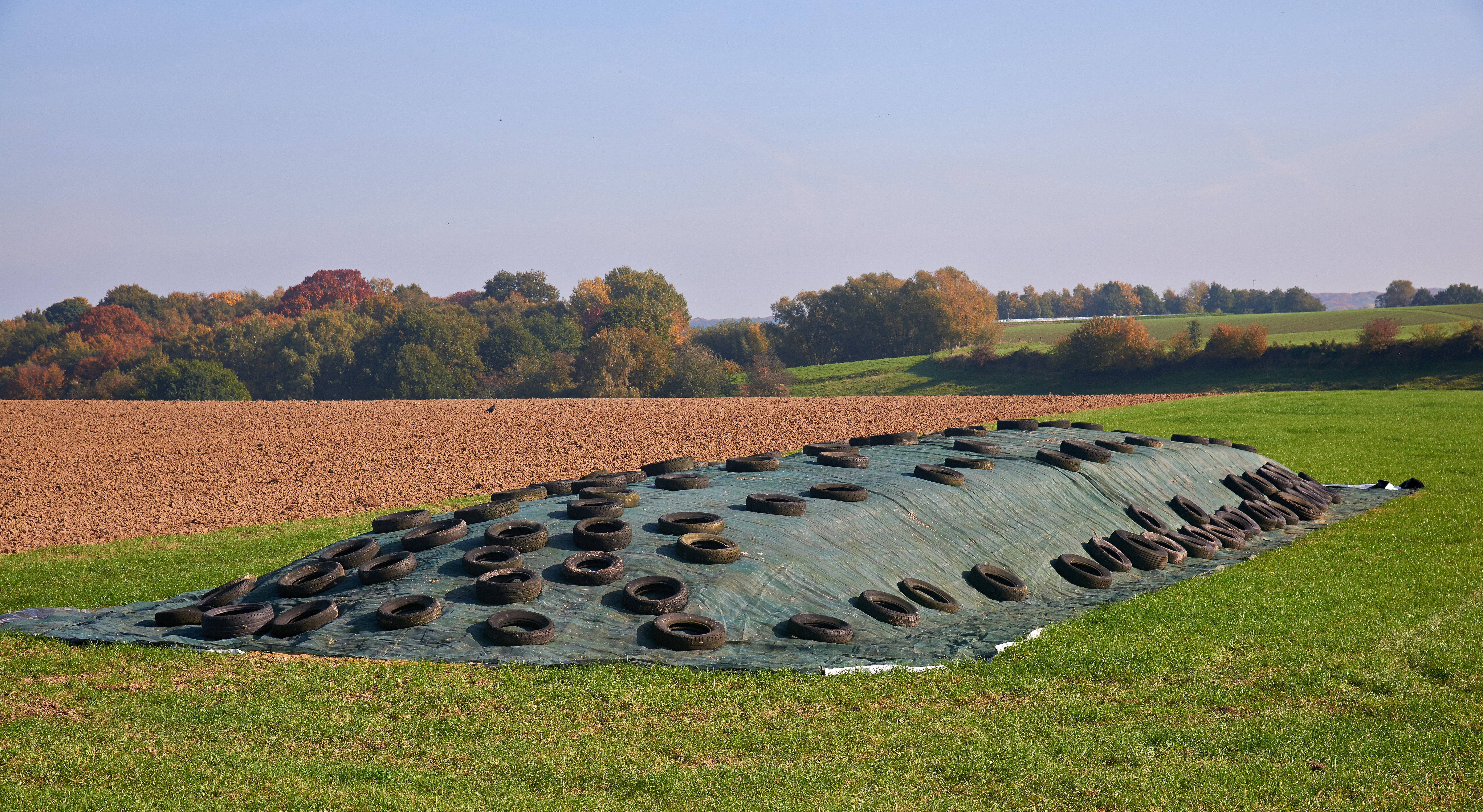
Oude autobanden om het plastic vast te leggen. In deze toepassing worden het silobanden genoemd

Kuilvoer, ook wel persvoer, is een type veevoer, ook wel ruwvoer genaamd, van gewassen die door fermentatie zijn geconserveerd tot het punt van verzuring. Vele soorten voeder kunnen worden ingekuild, maar de meest voorkomende kuilvoeders zijn kuilgras en snijmais. Ook andere gewassen hebben inkuil potentieel, zoals aardappelen.
Goed inkuilen van veevoer is complex. Het succes van het inkuilproces is van vele factoren afhankelijk. Zo is het van belang dat het ingekuilde product noch te zwaar, noch te licht is bemest. Ook speelt het weer voor en tijdens de oogst een belangrijke rol: het product mag niet te nat, maar ook niet te droog zijn. Een luchtdichte afsluiting van kuilhoop of kuilbaal is van belang om rotting en schimmelvorming tegen te gaan.
Na ten minste zes weken kan de kuil of de baal worden opengemaakt en kan het kuilvoer aan het vee gevoerd worden. 

## Geschiedenis
Inkuilen is een oude, eenvoudige manier om groente te bewaren. Meestal werden de groente in hun geheel bewaard in een kuil van half tot anderhalve meter diep (vandaar de naam inkuilen). Omdat de temperatuur laag moest zijn werd dit in eerste instantie voornamelijk toegepast bij typische wintergroenten, zoals wortelen, prei, selder, knolselder en diverse soorten kolen. Vóór 1900 werd in Nederland het inkuilen (soms ook ensileren genoemd) uit geprobeerd in de agrarische sector. Immers met de koeien en ander vee op stal, vaak in grupstallen,  in de winter moest men een manier vinden om voer voor de winter op te slaan. Waarschijnlijk kwam dit idee uit Duitsland en is het dankzij de Franse landbouwkundige Auguste Goffart langzaam in de westerse wereld verspreid. In Nederland begon men in de jaren dertig met het kuilen van bietenblad en knollen die uitstekend bleken om er 's winters de koeien mee te voeren. Op dezelfde manier als ook aardappelen werden opgeslagen voor eigen gebruik kon ook veevoer worden opgeslagen: men groef gewoonlijk een ondiepe kuil waar vervolgens het voer in werd gegooid tot een hoop ontstond van soms een paar meter hoog, die ten slotte – nadat het voer een tijdje gebroeid had – werd afgedekt met bijvoorbeeld stro en vervolgens grond.
Tot het begin van de 20e eeuw werd gras voor de winter veelal gedroogd opgeslagen in een schuur. Het proces om het gras te drogen, hooien, nam een aantal dagen in beslag. Als eerst moest het gras gemaaid worden om vervolgens een paar dagen op het land te drogen (zo'n 5 tot 7 dagen). Meestal werd het gras tijdens het drogen een aantal keer geschud. Vervolgens werd het gras bij elkaar geharkt in lange rijen, ook wel een wiers genoemd. Door het gras in zulke rijen te leggen hebben regen en dauw minder invloed op de oogst (met name de bovenste laag heeft het dan zwaar te verduren). Dit proces over het land spreiden, schudden en bijeenharken werd soms meerdere keren herhaald. Daarnaast kon het gras van het land halen en opslaan in de schuur, dus exclusief het drogen, op zichzelf al dagen duren. Al die tijd ligt het gras op het land, waardoor het wisselvallige weer in Nederland de kwaliteit van het hooi enorm kan beïnvloeden. Een regenbui kan de houdbaarheid van het gras enorm beperken, dat schimmelt, rot en broeit veel makkelijk waardoor de voederwaarde achteruit gaat en het vee zal het minder smakelijk vinden. Het idee van deze methode was om oogst te conserveren middels droging. 
Om minder afhankelijk te zijn van goed weer probeerde men het gras zo snel mogelijk na het maaien op te slaan. Bijvoorbeeld in een lage put in de grond of in een gemetselde/getimmerde silo. Telkens er nieuw gras bij kwam werd dit goed aangestampt zodat al het lucht er uit werd geperst. Daarna werd de hoop afgesloten met een laag grond. Zo kon het conserveringsproces op gang komen. Het idee van deze methode was om de oogst te conserveren middels verzuring. In het anaerobe milieu van de kuilhoop of de silo werden de suikers die in het gras aanwezig waren, door de activiteit van bepaalde bacteriën, omgezet in melkzuur. Dat zuur zorgde er uiteindelijk voor dat andere, bederf veroorzakende bacteriën geen kans kregen en dat de kwaliteit van het groenvoeder behouden bleef. Als de kuil of silo niet goed was afgedicht (of er toch nog lucht achterbleef) ging er echter schimmel groeien. Ook kun er het schadelijke boterzuur ontstaan, bijvoorbeeld als het gras een te lage drogestofgehalte heeft terwijl er wel veel eiwit aanwezig is. Omdat deze stof in melk te herleiden is, wat voor problemen in het productieproces kan zorgen, veel zuivelverwerkers in de jaren vijftig het gebruik van kuilvoer. Dit was een van de reden waardoor de methode niet aansloeg.
Desondanks werd er wel gezocht naar andere manieren om gras te conserveren zonder het lang te hoeven laten drogen. Zo waren er onder andere experimenten met de Hardeland-methode, een methode die in Duitsland werd gebruikt. Bij deze methode werd het gras in kleine stukjes werd gehakt (hakselen) en er extra suikers werden toegevoegd om de melkzuurbacteriën te voeden. Bijvoorbeeld in de vorm van fijngemalen suikerbieten, gestoomde aardappelen of melasse. De Hardeland-methode werkte goed, maar hij kostte veel arbeid en ook de hakselmachine was duur.
Pas in de jaren zestig zal het een variant van het inkuilen – dankzij de ontwikkelingen van landbouwplastic (1959) en opraapwagens (1960) – zijn opmars maken en uiteindelijk het hooien verdringen. De ‘voordroogmethode’ werd naar verluidt voor het eerst in 1947 toegepast. In tegenstelling tot eerdere experimenten met gras inkuilen werd in deze methode het gras niet direct na het maaien ingekuild. Het inkuilen vond pas plaats nadat het gras enigszins was gedroogd (vandaar de naam voordroog). Net als bij het hooien werd het gras enkele dagen intensief geschud, totdat de vochtigheid voldoende was afgenomen. Daarna moest het binnen één dag worden ingekuild. De opraapwagen, voorzien van een mechanisme waarmee hooi en gras van het land konden worden opgenomen en in een laadbak gebracht, leverde in combinatie met de trekker een aanzienlijke tijdsbesparing op. Doordat het gras droger was dan in andere technieken, zoals de eerste inkuil pogingen of de Hardeland-methode, was het van groot belang de kuil goed samen te persen. Dit werd gedaan met een tweede trekker, soms verbreed met een extra band.
Men was inmiddels al afgestapt op het voeren van voederbieten. De bieten werden niet in hun geheel gevoerd, maar met een bietensnijder eerst in stukken gesneden. Het arbeidsintensief karakter van de teelt zorgde er echter voor dat het in de jaren zestig snel uit beeld verdween. Al snel werd dit vervangen door snijmais (mais was tot dan toe niet succesvol geteeld als graangewas), waarvan ontdekte dat het middels inkuilen uitstekend bewaard kon blijven en vervoederbaar was. Hierdoor vormde het een goede, minder arbeidsintensieve vervanger voor voederbieten.

## Inkuilen
Inkuilen in een 'kuilhoop'
- Het geoogste product (bijvoorbeeld gras) wordt verzameld en op een hoop gereden (de "kuilhoop" of "kuil").
- De kuilhoop wordt stevig aangereden met een tractor of een shovel.
- De kuilhoop wordt luchtdicht afgedekt met een of meerdere lagen plastic.
- Om het plastic goed vast te leggen wordt er langs de randen zand en grond op gereden.
- De kuilhoop wordt afgedekt met ballast zoals autobanden, tractorbanden, zandslurven of de gehele kuil wordt met grond of zand bedekt.

Persen van 'kuilbalen'
Bij deze werkwijze worden van het te oogsten product compacte balen van ca 300 - 1000 kg geperst. Ze worden meestal direct omwikkeld met plastic en zo luchtdicht afgesloten. Soms worden de balen niet afzonderlijk omwikkeld, maar op elkaar gestapeld waarna de hoop in zijn geheel luchtdicht wordt afgedekt.

## Fermentatieproces
Het kuilvoer ondergaat een anaerobe fermentatie. Het proces begint ongeveer 48 uur na opslag/ingepakt van de oogst en duurt ongeveer twee tot vier weken. Het proces kent vier fases:
- Aerobe fase
- Fermentatie- of verzuringsfase
- Stabiele of bewaar fase
- Uitkuilen / voeren

### Aerobe fase
Als de oogst en het inpakken ervan op de juiste manier heeft plaats gevonden dan zit er zo min mogelijk zuurstof tussen de plantdeeltjes. In deze fase wordt het aanwezig zuurstof verbruikt door aerobe micro-organismen. Dit proces moet 'snel' verlopen zodat gisten, schimmels en andere ongewenste bacteriën geen kans krijgen. Aangezien gist en schimmels leven op suiker zou er minder suiker overblijven voor het fermentatie proces als zij vrij spel zouden krijgen. Tijdens het verbruik van zuurstof wordt warmte geproduceerd, de pH blijft tijdens dit proces gelijk aan de pH bij inkuilen.

### Fermentatie- of verzuringsfase
Aangezien al het zuurstof verbruikt is in de vorige fase gaan alle aerobe bacteriën dood. Anaerobe bacteriën breken vervolgens suikers en koolhydraten uit de plantcellen af. Hierbij worden vluchtige vetzuren gevormd, voornamelijk melkzuur maar ook azijnzuur en propionzuur. De productie van deze vetzuren zorgt voor een pH daling, tot zo 3,8-4,5, waardoor schadelijke bacteriën geen kans krijgen.

### Stabiele of bewaar fase
Deze fase begint tussen de twee en vier weken en kan een volledig jaar of langer duren, zolang de pH laag blijft en er geen zuurstof bij komt. Het leven van de verschillende micro-organismen is stilgevallen door de lage pH. Sommige overleven nog wel (zoals zuurtolerante gistsoorten) en andere overleven sporen.

### Uitkuilen / voeren
Deze fase begint op het moment dat er weer lucht in de kuil komt. Dit zorgt dat ongewenste micro-organismen zoals schimmels en gisten weer gaan groeien. Om verliezen zoveel mogelijk te minimaliseren moet een voldoende hoge voersnelheid aangehouden worden.

## Broei
Broei ontstaat wanneer zuurtolerante gisten en azijnzuurbacteriën weer in contact met zuurstof komen. Zij zetten koolhydraten om in koolstofdioxide en warmte. Door de koolstofdioxide stijgt de pH waardoor andere schimmels en bacteriën ook weer kans krijgen om te groeien. Gist en schimmels gebruiken suikers van de plant voor hun activiteiten, waardoor de voedingswaarde van het voer afneemt. 

## Lasagnekuilen
Gras wordt meerderen keren per jaar geoogst, waarbij een grasoogstmoment een snede wordt genoemd. De verschillende snedes kunnen enorm van kwaliteit verschillen. Omdat men de voorkeur heeft om consistent 'hetzelfde' voer te voeren wordt er soms gekozen om voeders in een lasagnekuil te kuilen. De verschillende voedersoorten, zoals meerdere snedes gras, de maisoogst en eventuele (natte) bijproducten, worden in laagjes in de sleufsilo gekuild. 